# タイヤル族

主な分布域

タイヤル族（タイヤルぞく、TayalまたはAtayal, 中国語: 泰雅族。別名アタヤル族）は、台湾原住民の中でも2番目に多い8万5000人の人口規模を持つ民族集団。居住地域は台湾の北部から中部にかけての脊梁山脈地域である。
タロコ渓谷の名前に冠されているタロコ族と霧社事件で有名なセデック族は、かつては日本人の研究者によってこのタイヤル族の一支族とされていたが、当の民族は必ずしもお互いを同族とは考えていなかった。戦後もその枠組みが中華民国政府に受け継がれていたが、当事者の運動により、2004年にタロコ族が分離、さらに2008年にはそこからセデック族も分離し、現在は制度上でもそれぞれ別民族として扱われている。

## 言語
タイヤル語は固有に文字を持たないため、その表記にはカタカナやローマ字を用いる。日常的にはタイヤル語、国語、日本語が混用される。若い世代は標準中国語の国語に堪能な反面、タイヤル語に不自由な人が多く、年輩者と直接会話できない事が多かった。近年は原住民文化を見直そうとする気運が全国的に高まっており、その流れを受けて、小学校などでのタイヤル語の学習も始まっている。
現在は別の民族として取り扱わされているタロコ族のタロコ語とセデック族のセデック語は、それぞれタイヤル（アタヤル）語群に属しているので親戚関係になる。

## 宗教
口承伝承に基づくアニミズムがあり、樹木や岩石などが現在でも神格化されている。日本統治時代の皇民化教育では神道が布教されたが、現在では鳥居や石灯籠など神社の遺構が残されている程度であり、信者はほとんど見られない。第二次世界大戦後、日本やアメリカ合衆国から宣教師が村々に入り、キリスト教が一般化した。

## 風習

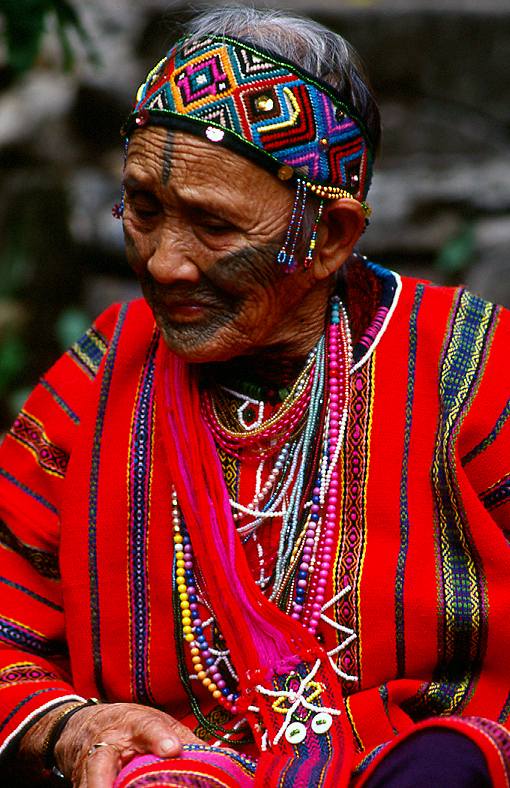
タイヤル族の女性。顔には刺青をほどこしている。

かつての首狩り（出草）の習慣、霧社事件などによって勇猛な民族として知られる。赤と白を基調とした民族衣装を身にまとっていたが、現在では祭礼の時や観光地などで観光客向けに着られる程度である。また男性は額と顎、女性は額と両頬に刺青を施していたが、日本統治時代に禁止され、根絶された。

### 首狩り
伝承によれば、首狩りは葬儀や農業と関係し、首祭りを伴う点においては宗教的であり、主に社会的な意味で行なわれた。男子にとって重要な通過儀礼であり、敵の首を狩った者のみが刺青を入れることを許される。刺青が無いと社会的に無視され、結婚すらできない。さらに狩った首の数が多ければ、特別な衣服や装飾をつける権利を得る。したがって要人は少なくとも十数の首を狩ったものであり、霧社蕃ホーゴー社のある頭目は50以上を狩ったという。村内で揉め事が発生した場合は、頭目はこれを裁き、調停する権利はない。最後は首狩により、オットフ（神霊）のおつげを仰ぐ。伝説によれば、祖先の時代に人口増加に伴い、村を分けることになった。その際、平地組は山地組をだまして多人数を得たので、山地組は復讐として首狩りをするのだという。村内の揉め事を解決するために無関係の集落を襲って首を狩る行為は、こうして正当化される。
出草は普通10人くらい、時に個人でも4、50人でも行なわれる、頭目または有力者を首領とし、まず、首狩りの祈願を行なう。出発、進退の際は夢や鳥の鳴き声で吉凶を判断する。根拠地に着くと、再び成功を祈り、結束を固め、祓を行なう。多人数の場合はそれぞれの分担を決め、狙撃、突貫などで敵を倒す。首を落とす際は急進し、蕃刀で切断するが、刺青のない少年が報酬を出し、権利を譲られることもある。戦利品は首を狩った者のものとし、事が終われば直ちに逃げ出し、渓流で首を洗い、額に蔓を通して運びやすくする。
出草中は種々のタブーが課される、すなわち、縁談、狩猟、農耕、炉火の受け渡しは禁じられる。紛争の解決のための首狩では、対立する両人または両派は相互交通を禁じられる。
首狩の一団が村に帰還すると、村人全員で歓呼して凱旋を迎え、首はそれを狩った者の家の棚の上に置く。そしてライポー（酒の一種）を口に含ませ、供物を供え、次のような祭辞を呈する。「汝は此処に安住せよ。汝に酒を与える。汝の父母、妻子、兄弟、姉妹に此処の蕃人は甚だ良いと語れ。多勢呼んで此処に住め。」こうして夜通し歌い踊り、翌朝に首を頭目の家に移し、酒肉を供しまた宴を開く。その後で首を頭架の中央に据え、さらに数日間、宴会を続ける。首の肉が腐り果てるまで、絶えず口のあたりに供物を擦り込む。少年はそのお下がりを食べ、度胸や忍耐を養うという。
首狩に失敗した時は、夜の闇にまぎれて密かに帰る。不吉を祓い、次の満月を経ねば再び首狩には出ない。失敗の原因は、留守中の村内でタブーを犯した者がいたからとされ、これに該当するとされた者は賠償する。

## 建築
従来、山岳地域に住居しているタイヤル人は大抵山の中腹における農耕に容易な台地に家を建てるが、タロコの狭い地形によって、部落はまばらに分散している。また海抜や自然環境の相違のため、建築材料もそれぞれ違うが、木造や竹造の家が一番多い。人間の住居のほか、穀物の納屋や家畜の小屋などもある。タイヤル人は核家族の構成が中心なので、建物は大きくない。

## 産業

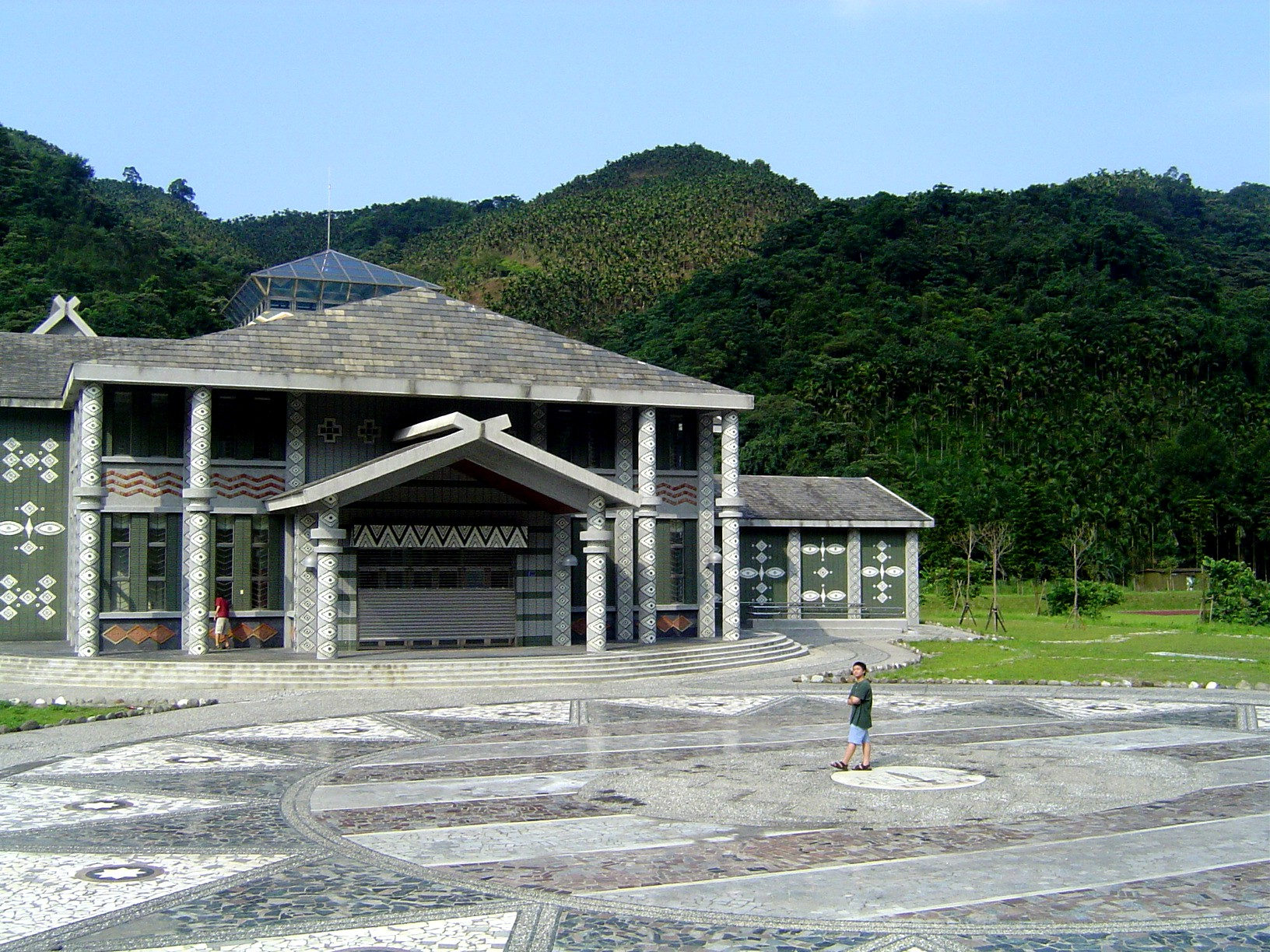
宜蘭県の村のコミュニティセンター。タイヤル族の伝統的な建築様式に基づく建物は台湾東部各地で見られる

伝統的には焼畑農業と狩猟によって自給自足的に生計を立てていたが、日本統治時代以降、近代的な農業生産方式の普及が進んだ。ただ、タイヤル族の居住地域はほとんどが急峻な山岳地域であり、水稲栽培など平地向けの農業は不向きである。そのため現在では果実、茶、ビンロウなど商品作物の栽培が広く普及している。
また、都市部の住民や外国人を対象とした観光業も一部の地域では重要な産業となっている。

## 著名人
近年は歌手などの芸能人を多く輩出している。
- 林瑞昌 - 台湾日本統治時代の医師、政治家
- 高金素梅 - 歌手、女優、政治家
- ビビアン・スー - 歌手、女優
- 夏宇童 - 歌手、女優
- 温嵐（中国語版） - 歌手、女優
- 黄建福（中国語版） - 歌手
- Hi-yunk（KENJI03） - 歌手、ロックバンド「BACK-ON」のギターボーカル
- 呉亦帆（中国語版） - 歌手
- 林慶台（中国語版） - 牧師
- 羅美玲（中国語版） - 歌手、女優
- 古林睿煬 - プロ野球選手（投手）